# Hypanus dipterurus
Hypanus dipterurus ist eine Stechrochenart und lebt in den tropischen und subtropischen Breiten des östlichen Pazifik von Südkalifornien bis Nordchile sowie vor den Galapagosinseln und Hawaii. Sichtungen vor der Küste von British Columbia blieben unbestätigt.

## Merkmale
Hypanus dipterurus erreicht eine Scheibenbreite von bis zu 1,20 Meter bei Weibchen und 0,86 Metern bei Männchen. Er hat eine rautenförmige Brustflossen-Scheibe, die etwas länger als breit ist. Die vorderen Säume sind leicht gerundet, die seitlichen Ecken und die Schnauze laufen spitz aus. Erwachsene Tiere tragen eine kurze Reihe kleiner knöcherner Höcker auf dem Rückgrat. Die Zähne sind klein und ähneln Mahlzähnen, wobei der Oberkiefer 21 bis 37, der Unterkiefer 23 bis 44 Zähne trägt. Der peitschenartige Schwanz ist etwa halb so lang wie die Scheibe. Die Oberseite ist gleichmäßig dunkelbraun bis schwarz, die Unterseite ist rohweiß, der Schwanz schwarz.

## Lebensweise

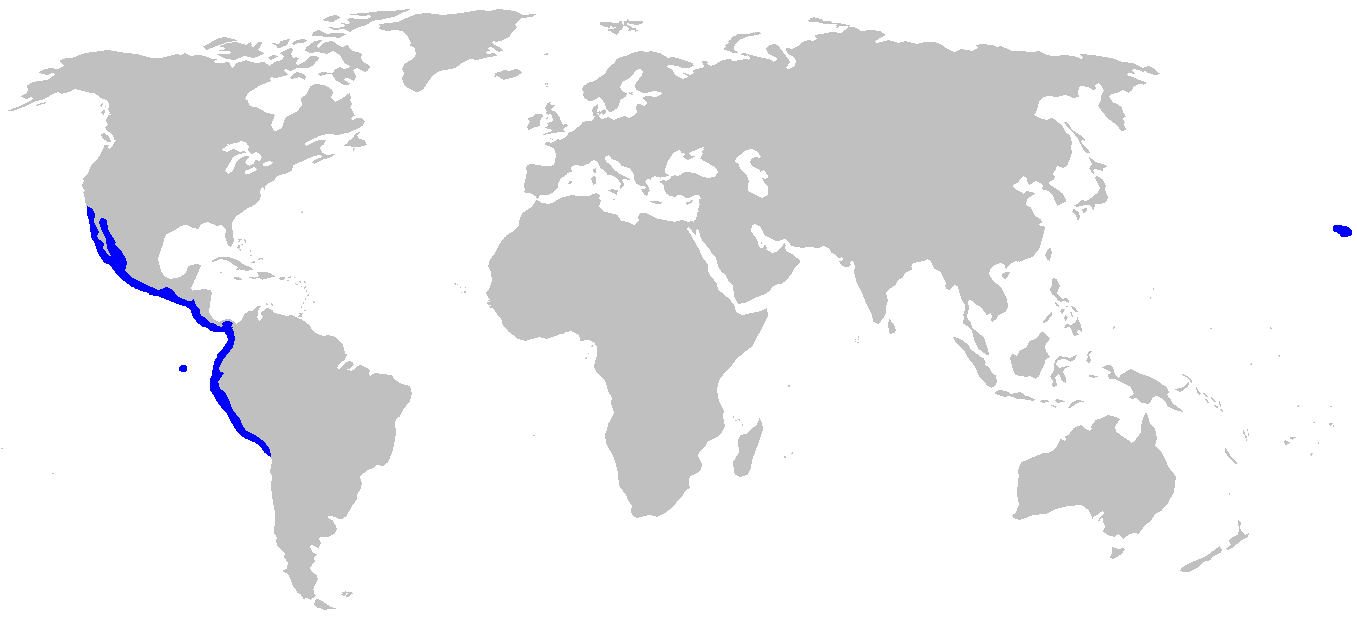
Verbreitungsgebiet

Der Rochen lebt bodennah sowohl im küstennahen Flachwasser über sandigem oder schlammigem Grund, in Tangwäldern und Felsriffen, als auch in größeren Tiefen von bis zu 150 Metern. Er jagt einzeln oder in Gruppen von gleichem Geschlecht und ähnlichem Alter, die bis zu 100 Tiere umfassen können. Gejagt werden kleinere Fische und Krustentiere, die zum Teil auch mit Hilfe des Schwanzes aus dem Boden gegraben werden. Dasyatis brevis ist ovovivipar mit Würfen von ein bis vier Jungtieren, die mit Scheibenbreiten von 18 bis 23 cm in einem Dottersack geboren werden. Sein maximales Alter wird auf etwa 28 Jahre geschätzt. Vor Mexiko wird der Rochen regelmäßig als Beifang eingebracht, meist von Krabbenfischern.

## Systematik
Die Art wurde 1880 unabhängig voneinander von Garman als Trygon brevis und von Jordan & Gilbert als Dasyatis dipterura beschrieben. Garman stellte 1913 fest, dass es sich um dieselbe Art handelt, und benannte sie Dasyatis brevis, andere hielten aber an der Bezeichnung von Jordan & Gilbert fest, weil diese einige Monate früher veröffentlicht hatten. Nach der Prioritätsregel in der biologischen Nomenklatur, nach der ältere Namen Vorrang vor jüngeren (später publizierten) Namen haben, ist Dasyatis dipterura der gültige wissenschaftliche Name. Bei einer Mitte 2016 erfolgten Revision der Dasyatidae wurde die Art in die neu eingeführte Gattung Hypanus gestellt. Der 1903 von Jenkins beschriebene Dasyatis hawaiensis wurde 1990 von Nishida & Nakaya als Synonym von Dasyatis brevis identifiziert.